# Christian Schnabel

Christian Leberecht Schnabel, 1919

Christian Leberecht Schnabel (* 13. Mai 1878 in Regensburg; † 29. Januar 1936 in München) war ein deutscher Konstrukteur und Erfinder.

## Leben
Der Sohn eines deutschen Schmieds und einer russischen Näherin war zeitweise eine relativ bekannte Figur des öffentlichen Lebens. Schnabels originelle bis innovative, aber seinerzeit häufig als wenig alltagstauglich eingestuften Erfindungen waren ein Grund dafür, dass der Konstrukteur, der seine Ausbildung in der väterlichen  Schmiede bei Regensburg erhalten hatte, bald im gesamten bayerischsprachigen Raum in „aller Munde“ war. Das machte ihn zu einem idealen Opfer der Satire. Bei Karl Valentin stand Schnabel wenige Jahre vor seinem Tod in den frühen 1930er Jahren sogar einmal auf der Bühne und auch eine Begegnung mit Erich Kästner brachte ihm sein zweifelhafter Ruhm als chronisch erfolgloser Erfinder ein. Dieser veröffentlichte nach Schnabels Ableben ein Gedicht, das unter dem Eindruck des Treffens beider zunächst für das Kabarett entstanden war, als eine Art Nachruf in seiner Lyrischen Hausapotheke.

## Erfindungen

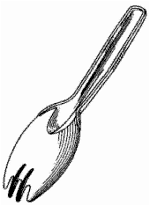
Typische Schnabel-Idee

„Das Einfachste ist das Schwerste“ – diesen Satz hat Schnabel, der stets an Alltagsgegenständen experimentierte und sie so zu verbessern suchte, als sein Lebensprinzip in seiner Umgebung geprägt. Geradezu legendär wurden seine vereinfachten Essensbestecke, die von einem Messer, das gleichzeitig die Funktion einer Gabel erfüllen konnte, bis zur Gabel mit nur einem Zinken reichte. Letzterer widmete Kästner auch sein bekanntes Gedicht auf Schnabel Die Fabel von Schnabels Gabel. Dabei steht ausgerechnet bei dieser somit bis heute am prominentesten mit Schnabels Namen in Zusammenhang gebrachten Erfindung die wissenschaftliche Überprüfung aus, ob es sich wirklich um eine tatsächliche Entwicklung Schnabels gehandelt hat, denn auch eine absurde Zuspitzung Kästners ist denkbar. Zu Lebzeiten ob derartiger Erfindungen jedenfalls verlacht, finden sich heute nicht selten in umfangreicheren Bestecksets Teile, die den schnabelschen Erfindungen um die Jahrhundertwende nicht unähnlich sind, beispielsweise der Göffel.

## Kunst oder Erfindung?
Aus einem anderen Blickwinkel kann Schnabel als einer der ersten Aktionskünstler in Deutschland bezeichnet werden, denn aus Erzählungen aus seinem engsten Familienkreis ging nach seinem Tod hervor, dass der Erfinder keineswegs den praktischen Zweck einer Innovation im Mittelpunkt sah, sondern die Reaktionen der Öffentlichkeit auf seine nutzlosen Erfindungen als wesentlich empfand. Inwieweit es sich bei dieser Darstellung um reine Schönung der Biografie Schnabels handelt, ist allerdings nicht bekannt. Kritische Stimmen vermuteten, dass vor allem die Witwe Schnabels hier nachträglich versucht hätte, „Tugend aus der Not“ zu machen. Bis in die Gegenwart fällt eine Einordnung seines Wirkens schwer.
Eine zu besichtigende Privatsammlung mit Objekten aus Schnabels Schaffen existierte bis in die 60er Jahre in Bad Homburg vor der Höhe, wurde aber nach dem Tod des Sammlers aufgelöst. Gegenstand des Schulunterrichts ist Schnabel bisweilen heute noch.
In jüngerer Zeit würdigten auch Werbeschriften aus dem Bereich der Kulinarik das Wirken des Erfinders. Darüber hinaus erfuhr seine bereits von Kästner satirisch bearbeitete Lebenstragödie im Jahr 2018 Vertonung durch den Komponisten und Chorleiter Friedemann Schmidt-Mechau. 2021 fand Christian Schnabel im Rahmen der Sonderausstellung „Überlebenskünstler Mensch“ des LWL-Museum für Naturkunde in Münster Berücksichtigung.

## Weblink
- Christian Leberecht Schnabel – Der chronisch erfolglose Erfinder? auf www.regensburger-nachrichten.de